# John Berkey
John Berkey (Edgeley, 13 de agosto de 1932 – Excelsior, 29 de abril de 2008) foi um ilustrador e pintor norte-americano, notório por seus trabalhos realizados para obras de ficção científica.
Algumas de suas artes incluem os pôsteres originais da primeira trilogia de Star Wars e o pôster do remake de King Kong. John produziu várias artes para a ficção científica e fantasia espacial, com imagens de naves e estações espaciais. É considerado um dos grandes artistas na história da arte de ficção científica.

## Biografia
John nasceu em Edgeley, na Dakota do Norte, em 1932, mas passou boa parte da infância na cidade de Aberdeen, na Dakota do Sul. Aos seis anos, sua família se mudou para St. Joseph, em Montana e, finalmente, para Excelsior, em Minnesota. Em 1950, ele se formou no ensino médio e ingressou na Minneapolis School of Art.

## Carreira
Na década de 1960, depois de trabalhar por oito anos na Brown & Bigelow, uma agência de propaganda em Minnesota, John começou a trabalhar como artista freelancer. Pintou artes para calendários, além de criar cenas histórias da expansão para o oeste pelos pioneiros através da construção de estradas e ferrovias.
John fez arte para várias capas de revistas como a Popular Mechanics, Omni, Science Fiction Age, Discover, TV Guide e National Geographic. O sucesso de suas capas de ficção científica elevou seu nome no meio e ele fez várias artes para trabalhos de Isaac Asimov, Ben Bova, Philip K. Dick, Robert Heinlein, Glen Cook, entre outros. A capa de As Cavernas de Aço, de Asimov, lançado em 1972, é de sua autoria.

## Morte
John morreu em 29 de abril de 2008, em sua casa em Excelsior, aos 75 anos, devido à uma insuficiência cardíaca. Deixou a esposa Damaris, com quem foi casado por 52 anos, e três filhos, Brian, Kevin e John. Sua filha Sharon faleceu em 1997.

## Livros
- FRANK, Jane. The Art of John Berkey, Londres: Paper Tiger, 2003. ISBN 1-84340-122-3